# Zygmunt Kazikowski
Zygmunt Kazikowski (ur. 1887 w Mińsku Mazowieckim, zm. 21 września 1906 tamże) – członek jednej z tzw. "dziesiątek" Organizacji Bojowej Polskiej Partii Socjalistycznej, która działała w Mińsku Mazowieckim i Guberni mińskiej, następnie Organizacji Spiskowo Bojowej PPS. Brał udział w działaniach skierowanych przeciwko zaborcy carskiemu. Zginął od kul podczas obławy zorganizowanej przez carskie wojsko. W dowód uznania w 1933 władze Mińska Mazowieckiego nazwały jedną z głównych ulic jego imieniem.